# Women's Liberal Club
Women's Liberal Club, var en kvinnoorganisation på Jamaica, grundad 1936. 
En mycket begränsad rösträtt (i likhet med den dåvarande manliga rösträtten) hade införts på Jamaica efter en kampanj ledd av Women's Social Service Club 1919. Under 1930-talet uppkom en massrörelse för arbetares rättigheter och självständighet på Jamaica. Oroligheterna aktiverade även kvinnorörelsen och breddade den till en massrörelse: svarta arbetarkvinnor engagerade sig nu genom Universal Negro Improvement Association (UNIA), vita kvinnor genom Jamaica Women's League och intellektuella utbildade kvinnor genom Women's Liberal Club.
Women's Liberal Club grundades av Edith Dalton James, Mary Morris Knibb och Amy Bailey. Den bestod företrädesvis av progressiva kvinnliga intellektuella och bildade yrkeskvinnor, och sällsynt för det dåtida Jamaica bestod det av kvinnor av alla hudfärger. Intellektuella progressiva bildade kvinnor bestod vid denna tid av en liten minoritet på Jamaica och därför blev föreningen inte någon massrörelse. Den kom dock att spela en viktig roll på andra sätt. Trots att kvinnor hade fått en begränsad rösträtt 1919, kandiderade ingen kvinna i något val förrän 
den svarta läraren Mary Morris Knibb, som valdes till lokalparlamentet i Kingston 1939 med stöd av just Women's Liberal Club. Föreningen organiserade också de första nationella kvinnokonferenserna på ön, 1939 och 1941. 
Oroligheterna på Jamaica mynnade ut i 1938 Labour Rebellion, vilket gjorde att Moyne Commission tillsattes, som slutligen lade fram ett reformpaket 1944. I november 1944 infördes villkorlig manlig rösträtt grundad på egendom av britterna genom den reformerade konstitutionen, men i december samma år infördes allmän rösträtt och valbarhet för alla vuxna personer, vilket också innefattade kvinnor.